# Ваганово (Владимирская область)
Ваганово — деревня в Собинском районе Владимирской области России, входит в состав Куриловского сельского поселения.

## География
Деревня расположена на берегу реки Вежболовка в 2 км на запад от центра поселения деревни Курилово и в 14 км на север от райцентра города Собинка.

## История
В конце XVI столетия Ваганово было вотчиной Киржачского Благовещенского монастыря. В начале XVII века в селе имелась церковь Покрова Богородицы и оно было разорено литовцами, о чём есть упоминание в дозорных книгах 1612 года. Упоминание о церкви Покрова святой Богородицы есть в книгах патриаршего казенного приказа 1655 года. В 1759 году вместо обветшавшей деревянной Покровской церкви в Ваганове была построена каменная в честь Покрова Пресвятой Богородицы с приделом в честь великомученицы Параскевы на средства владелицы села вдовы бригадира Дарьи Васильевой Коробовой. Приход состоял из села и деревень: Степаньково, Кочуково, Сергеево, Кучино, Курилово, Боярской, Васильевки, Феодоровки, Михайловки, Вишнякова. В селе Ваганове имелось земское народное училище. В годы Советской Власти церковь была полностью разрушена.

### Административно-территориальная принадлежность
В конце XIX — начале XX века село входило в состав Кочуковской волости Владимирского уезда.
С 1929 года деревня являлась центром Вагановского сельсовета Ставровского района, с 1932 года — в составе Юровского сельсовета Собинского района, с 1945 года — вновь в составе Ставровского района, с 1965 года — в составе Собинского района, с 1976 года — в составе Куриловского сельсовета, с 2005 года — Куриловского сельского поселения.

## Население
| 1859 | 1905 | 1926 | 2002 | 2010 | 2021 |
| ---- | ---- | ---- | ---- | ---- | ---- |
| 309  | ↘268 | ↘180 | ↘30  | ↘23  | ↘19  |

## Известные уроженцы, жители
- Иовлев, Николай Александрович (1922—2010) — российский специалист в области радиолокации.

## Инфраструктура
Личное подсобное хозяйство с зоной сельскохозяйственного использования, индивидуальная застройка усадебного типа. В 1859 году в селе числилось 49 дворов, в 1905 году — 49 дворов.

## Транспорт
Деревня доступна автотранспортом.